# Escape Room: Tournament of Champions
Escape Room: Tournament of Champions (bra: Escape Room 2 - Tensão Máxima; prt: Escape Room 2: Sem Saída) é um filme de terror psicológico estadunidense dirigido por Adam Robitel e escrito por Bragi F. Schut e Maria Melnik. O filme é uma sequência de Escape Room de 2019 e é estrelado por Taylor Russell, Logan Miller, Isabelle Fuhrman, Thomas Cocquerel, Holland Roden, Carlito Olivero e Indya Moore.
Escape Room: Tournament of Champions está programado para ser lançado nos cinemas nos Estados Unidos em 16 de julho de 2021, pela Sony Pictures Releasing, após vários atrasos nas datas de lançamento.

## Elenco

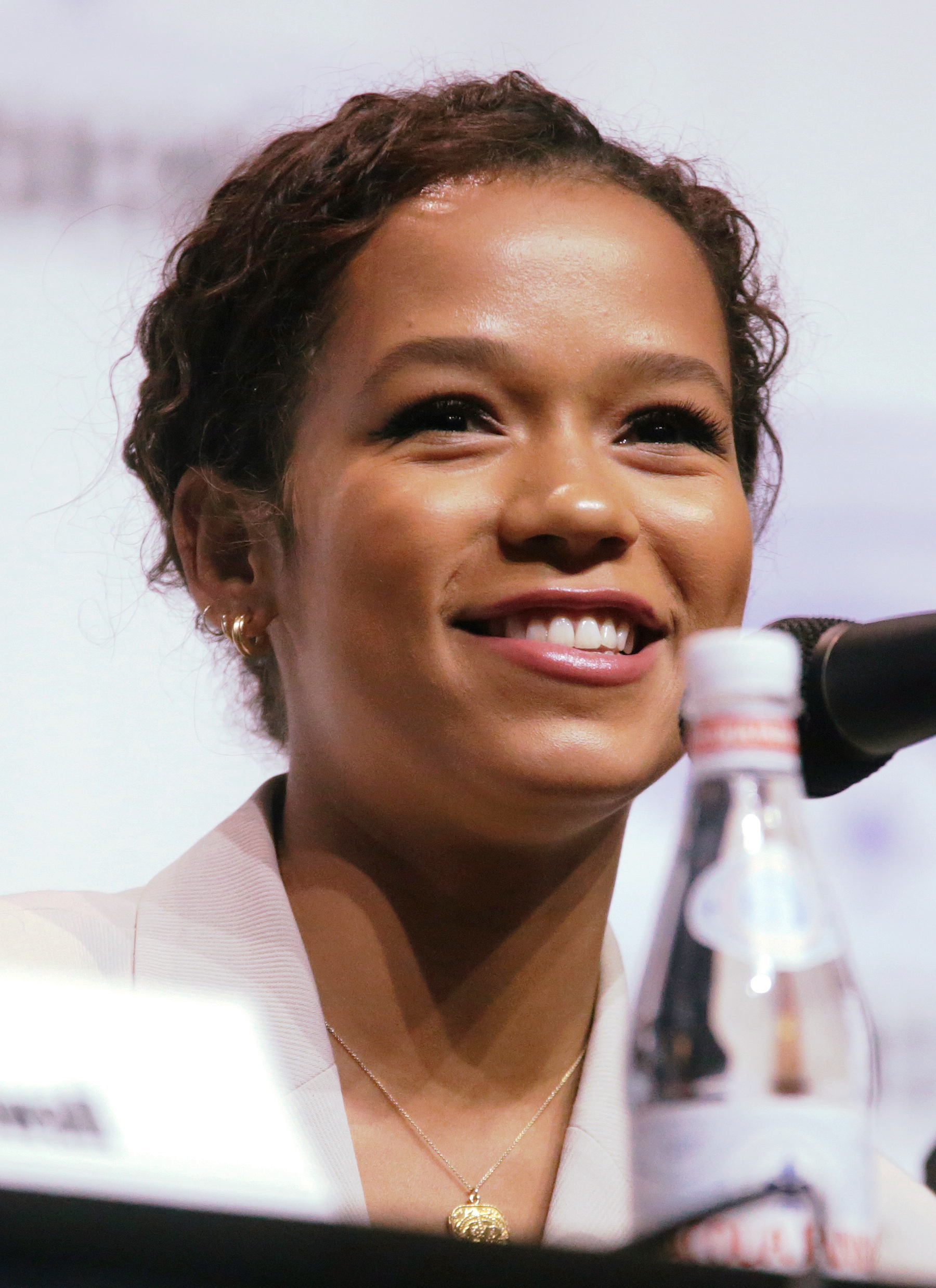
Taylor Russell, uma das protagonistas do filme.

- Taylor Russell como Zoey Davis[6]
- Logan Miller como Ben Miller[6]
- Isabelle Fuhrman[6] como Claire
- Thomas Cocquerel[7] como Nathan
- Holland Roden[7] como Rachel Ellis
- Carlito Olivero[7] como Theo
- Indya Moore[7] como Brianna Collier

## Lançamento
O filme foi originalmente programado para ser lançado em 17 de abril de 2020. Sua data de lançamento foi então alterada várias vezes. Em maio de 2020, foi anunciado para ser lançado em 1 de janeiro de 2021. Em janeiro de 2021, foi informado que a data de lançamento do filme seria adiada novamente, para 7 de janeiro de 2022. O filme foi posteriormente remarcado para ser lançado em 16 de julho de 2021. O filme foi lançado primeiramente na Austrália em 1 de julho de 2021.

## Recepção

### Bilheteria
Escape Room: Tournament of Champions arrecadou US$ 25,3 milhões nos Estados Unidos e no Canadá, e US$ 40,5  milhões em outros países, no total de US$ 65,8 milhões em todo o mundo.

### Resposta da crítica
No site agregador de críticas Rotten Tomatoes, 51% das 80 resenhas dos críticos são positivas, com uma classificação média de 5,4/10. O consenso do site diz: "Escape Room: Tournament of Champions pode agradar aos fãs do original que esperavam por uma sequência, mas suas regras cada vez mais complicadas resultam em uma noite de jogo muito desagradável." O Metacritic, que usa uma média ponderada, atribuiu ao filme uma pontuação de 48 em 100, baseado em 17 críticos, indicando críticas "mistas ou médias". O público consultado pelo CinemaScore deu ao filme uma nota média de "B" em uma escala de A+ a F, a mesma do primeiro filme, enquanto o PostTrak relatou que 69% do público deram uma pontuação positiva, com 44% dizendo que definitivamente recomendaria.